# Lijst van leden van het Europees Parlement (2014-2019)

Fracties bij het begin van de achtste zitting van het Europees Parlement:
Europees Unitair Links/Noords Groen Links (GUE/NGL)
Progressieve Alliantie van Socialisten en Democraten (S&D)
De Groenen/Vrije Europese Alliantie (Groenen/VEA)
Alliantie van Liberalen en Democraten voor Europa (ALDE)
Europese Volkspartij (christendemocraten) (EVP)
Europese Conservatieven en Hervormers (ECH)
Europa van Vrijheid en Directe Democratie (EVDD)
niet-fractiegebonden leden (NI)
---
Europa van Naties en Vrijheid (ENV)

Dit is de lijst van leden van het Europees Parlement na de Europese verkiezingen van 2014 voor de achtste zitting van Europees Parlement.
De zittingsperiode ging in op 1 juli 2014 en eindigde op 1 juli 2019.
Wijzigingen in de samenstelling van het parlement na 1 juli 2014 zijn onderaan dit artikel aangegeven.

## Leden van het Europees Parlement

### België
Zie Lijst van Belgische Europarlementariërs voor de zittende leden.
Nederlands kiescollege:
Op de lijst van de Nieuw-Vlaamse Alliantie: (ECH)
1. Johan Van Overtveldt[3]
2. Helga Stevens
3. Mark Demesmaeker
4. Louis Ide[3]

Op de lijst van Open Vlaamse Liberalen en Democraten: (ALDE)
1. Guy Verhofstadt
2. Annemie Neyts[3]
3. Karel De Gucht

(zetel niet ingenomen; vervangen door Philippe De Backer)
Op de lijst van Christen-Democratisch en Vlaams: (EVP)
1. Marianne Thyssen[3]
2. Ivo Belet

Op de lijst van de Socialistische Partij Anders: (S&D)
1. Kathleen Van Brempt

Op de lijst van Groen: (Groenen/VEA)
1. Bart Staes

Op de lijst van Vlaams Belang: (niet-fractiegebonden)
1. Gerolf Annemans

Frans kiescollege:
Op de lijst van Parti Socialiste: (S&D)
1. Marie Arena
2. Marc Tarabella
3. Hugues Bayet

Op de lijst van Mouvement Réformateur: (ALDE)
1. Louis Michel
2. Frédérique Ries
3. Gérard Deprez

Op de lijst van Ecolo: (Groenen/VEA)
1. Philippe Lamberts

Op de lijst van Centre démocrate humaniste: (EVP)
1. Claude Rolin

Duitstalig kiescollege:
Op de lijst van Christlich Soziale Partei: (EVP)
1. Pascal Arimont

### Bulgarije
Op de lijst van Burgers voor Europese Ontwikkeling van Bulgarije: (EVP)
1. Tomislav Donchev[3]
2. Marija Gabriel[3]
3. Andrej Kovatsjev
4. Eva Maydell
5. Emil Radev
6. Vladimir Oeroetsjev

Op de lijst van de Bulgaarse Socialistische Partij: (S&D)
1. Iliana Jotova[3]
2. Momchil Nekov
3. Georgi Pirinski
4. Sergei Stanishv

Op de lijst van de Beweging voor Rechten en Vrijheden: (ALDE)
1. Nedzhmi Ali
2. Filiz Hoesmenova
3. Ilhan Kyuchyuk
4. Delyan Peevski

(zetel niet ingenomen; vervangen door Iskra Mihaylova)
Op de lijst van Bulgarije zonder censuur: (ECH)
1. Nikolay Barekov

Op de lijst van VMRO - Bulgaarse Nationale Beweging: (ECH)
1. Angel Dzhambazki

Op de lijst van Democraten voor een Sterk Bulgarije: (EVP)
1. Svetoslav Malinov

### Cyprus
Op de lijst van Dimokratikos Synagermos: (EVP)
1. Christos Stylianides[3]
2. Eleni Theocharous[5][6]

Op de lijst van de Progressieve Partij van de Arbeiders: (GUE/NGL)
1. Takis Hadjigeorgiou
2. Neoklis Sylikiotis

Op de lijst van Dimokratikó Kómma: (S&D)
1. Costas Mavrides

Op de lijst van Kinima Sosialdimokraton: (S&D)
1. Demetris Papadakis

### Denemarken
Op de lijst van de Dansk Folkeparti: (ECH)
1. Jørn Dohrmann
2. Rikke Karlsson[5][6]
3. Morten Messerschmidt
4. Anders Primdahl Vistisen

Op de lijst van de Socialdemokraterne: (S&D)
1. Ole Christensen
2. Jeppe Kofod
3. Christel Schaldemose

Op de lijst van Venstre: (ALDE)
1. Jens Rohde[5]
2. Ulla Tørnæs[3]

Op de lijst van de Socialistische Volkspartij: (Groenen/VEA)
1. Margrete Auken

Op de lijst van de Det Konservative Folkeparti: (EVP)
1. Bendt Bendtsen

Op de lijst van de Volksbeweging tegen de EU: (GUE/NGL)
1. Rina Ronja Kari

Op de lijst van Radikale Venstre: (ALDE)
1. Morten Helveg Petersen

### Duitsland
Op de lijst van de Christlich Demokratische Union Deutschlands: (EVP)
1. Burkhard Balz[3]
2. Reimer Böge
3. Elmar Brok
4. Daniel Caspary
5. Birgit Collin-Langen
6. Christian Ehler
7. Karl-Heinz Florenz
8. Michael Gahler
9. Jens Gieseke
10. Ingeborg Gräßle
11. Peter Jahr
12. Dieter-Lebrecht Koch
13. Werner Kuhn
14. Werner Langen
15. Peter Liese
16. Norbert Lins
17. Thomas Mann
18. David McAllister
19. Markus Pieper
20. Godelieve Quisthoudt-Rowohl
21. Herbert Reul[3]
22. Sven Schulze
23. Andreas Schwab
24. Renate Sommer
25. Sabine Verheyen
26. Axel Voss
27. Rainer Wieland
28. Hermann Winkler
29. Joachim Zeller

Op de lijst van de Sozialdemokratische Partei Deutschlands: (S&D)
1. Udo Bullmann
2. Ismail Ertug
3. Knut Fleckenstein
4. Evelyne Gebhardt
5. Jens Geier
6. Matthias Groote[3]
7. Iris Hoffmann
8. Petra Kammerevert
9. Sylvia-Yvonne Kaufmann
10. Dietmar Köster
11. Constanze Angela Krehl
12. Bernd Lange
13. Jo Leinen
14. Arne Lietz
15. Susanne Melior
16. Norbert Neuser
17. Maria Noichl
18. Gabriele Preuß
19. Ulrike Rodust
20. Martin Schulz[3]
21. Joachim Schuster
22. Peter Simon
23. Birgit Sippel
24. Jutta Steinruck[3]
25. Jakob von Weizsäcker[3]
26. Martina Werner
27. Kerstin Westphal

Op de lijst van de Bündnis 90/Die Grünen: (Groenen/VEA)
1. Jan Philipp Albrecht[3]
2. Reinhard Bütikofer
3. Michael Cramer
4. Sven Giegold
5. Rebecca Harms
6. Martin Häusling
7. Maria Heubuch
8. Ska Keller
9. Barbara Lochbihler
10. Terry Reintke
11. Helga Trüpel

Op de lijst van Die Linke: (GUE/NGL)
1. Fabio De Masi[3]
2. Cornelia Ernst
3. Thomas Händel
4. Sabine Lösing
5. Martina Michels
6. Helmut Scholz
7. Gabriele Zimmer

Op de lijst van Alternative für Deutschland: (ECH)
1. Hans-Olaf Henkel[5]
2. Bernd Kölmel[5]
3. Bernd Lucke[5]
4. Marcus Pretzell[6]
5. Joachim Starbatty[5]
6. Beatrix von Storch[6][3]
7. Ulrike Trebesius[5]

Op de lijst van de Christlich-Soziale Union: (EVP)
1. Albert Deß
2. Markus Ferber
3. Monika Hohlmeier
4. Angelika Niebler
5. Manfred Weber

Op de lijst van de Freie Demokratische Partei: (ALDE)
1. Alexander Lambsdorff[3]
2. Gesine Meißner
3. Michael Theurer[3]

Op de lijst van de Piratenpartij Duitsland: (Groenen/VEA)
1. Julia Reda

Op de lijst van Freie Wähler: (ALDE)
1. Ulrike Müller

Op de lijst van de Duitse Familiepartij: (ECH)
1. Arne Gericke[5]

Op de lijst van de Ökologisch-Demokratische Partei: (Groenen/VEA)
1. Klaus Buchner

Op de lijst van Partei Mensch Umwelt Tierschutz: (GUE/NGL)
1. Stefan Eck[5]

Op de lijst van de Nationaldemokratische Partei Deutschlands: (niet-fractiegebonden)
1. Udo Voigt

Op de lijst van Die PARTEI: (niet-fractiegebonden)
1. Martin Sonneborn

### Estland
Op de lijst van de Estse Hervormingspartij: (ALDE)
1. Andrus Ansip[3]
2. Kaja Kallas[3]

Op de lijst van de Estse Centrumpartij: (ALDE)
1. Yana Toom

Op de lijst van Isamaa ja Res Publica Liit: (EVP)
1. Tunne Kelam

Op de lijst van de Sociaaldemocratische Partij: (S&D)
1. Marju Lauristin[3]

Op de lijst van Indrek Tarand: (Groenen/VEA)
1. Indrek Tarand

### Finland
Op de lijst van de Nationale Coalitiepartij: (EVP)
1. Sirpa Pietikäinen
2. Alexander Stubb
(zetel niet ingenomen; vervangen door Petri Sarvamaa)
3. Henna Virkkunen

Op de lijst van de Centrumpartij van Finland: (ALDE)
1. Olli Rehn[3]
2. Anneli Jäätteenmäki
3. Paavo Väyrynen[3]

Op de lijst van de Sociaaldemocratische Partij van Finland: (S&D)
1. Liisa Jaakonsaari
2. Miapetra Kumpula-Natri

Op de lijst van de Finse Partij: (ECH)
1. Jussi Halla-aho
2. Sampo Terho[3]

Op de lijst van de Zweedse Volkspartij in Finland: (ALDE)
1. Nils Torvalds

Op de lijst van de Linkse Alliantie: (GUE/NGL)
1. Merja Kyllönen

Op de lijst van de Groene Liga: (Groenen/VEA)
1. Heidi Hautala

### Frankrijk
Op de lijst van Front National: (niet-fractiegebonden)
1. Louis Aliot[3]
2. Marie-Christine Arnautu
3. Nicolas Bay
4. Joëlle Bergeron (onafhankelijk sinds juni 2014, aangesloten bij EVDD[1])
5. Dominique Bilde-Pierron
6. Marie-Christine Boutonnet
7. Steeve Briois
8. Aymeric Chauprade[6][5]
9. Édouard Ferrand[8]
10. Sylvie Goddyn[6][5]
11. Bruno Gollnisch
12. Jean-François Jalkh
13. Marine Le Pen[3]
14. Jean-Marie Le Pen
15. Gilles Lebreton[5]
16. Dominique Martin
17. Joëlle Mélin
18. Bernard Monot[6]
19. Sophie Montel[5][6]
20. Mireille d'Ornano[5][6]
21. Florian Philippot[5][6]
22. Jeanne Pothain
(zetel niet ingenomen; vervangen door Philippe Loiseau)
23. Mylène Troszczynski

Op de lijst van Front National-Rassemblement bleu Marine: (niet-fractiegebonden)
1. Jean-Luc Schaffhauser

Op de lijst van de Union pour un Mouvement Populaire: (EVP)
1. Michèle Alliot-Marie
2. Alain Cadec
3. Arnaud Danjean
4. Michel Dantin
5. Rachida Dati
6. Angélique Delahaye
7. Françoise Grossetête
8. Brice Hortefeux
9. Marc Joulaud
10. Philippe Juvin
11. Alain Lamassoure[5]
12. Jérôme Lavrilleux[5]
13. Constance Le Grip[3]
14. Nadine Morano
15. Élisabeth Morin-Chartier[5]
16. Renaud Muselier
17. Maurice Ponga
18. Franck Proust
19. Tokia Saïfi[5]
20. Anne Sander

Op de lijst van de Parti Socialiste: (S&D)
1. Éric Andrieu
2. Guillaume Balas
3. Pervenche Berès
4. Jean-Paul Denanot[3]
5. Sylvie Guillaume
6. Louis-Joseph Manscour
7. Édouard Martin
8. Emmanuel Maurel[6]
9. Gilles Pargneaux
10. Vincent Peillon
11. Christine Revault d'Allonnes-Bonnefoy
12. Virginie Rozière (Parti Radical de Gauche)
13. Isabelle Thomas[5]

Op de lijst van UDI/MoDem/Les Européens: (ALDE)
1. Jean Arthuis (UDI)
2. Jean-Marie Cavada[5] (UDI)
3. Sylvie Goulard[3] (MoDem)
4. Nathalie Griesbeck (MoDem)
5. Dominique Riquet (UDI)
6. Robert Rochefort (MoDem)
7. Marielle de Sarnez[3] (MoDem)

Op de lijst van Europe Écologie: (Groenen/VEA)
1. José Bové
2. Karima Delli
3. Pascal Durand
4. Yannick Jadot
5. Eva Joly
6. Michèle Rivasi

Op de lijst van Links Front: (GUE/NGL)
1. Patrick Le Hyaric
2. Jean-Luc Mélenchon[3]
3. Younous Omarjee
4. Marie-Christine Vergiat

### Griekenland
Op de lijst van SYRIZA: (GUE/NGL)
1. Kostas Chrysogonos
2. Manolis Glezos[3]
3. Giorgos Katrougalos[3]
4. Konstantína Kouneva
5. Dimitrios Papadimoulis
6. Sofia Sakorafa[5]

Op de lijst van Nea Dimokratia: (EVP)
1. Manolis Kefalogiannis
2. Georgios Kyrtsos
3. Maria Spyraki
4. Eliza Vozemberg
5. Theodoros Zagorakis

Op de lijst van Gouden Dageraad: (niet-fractiegebonden)
1. Georgios Epitideios[5]
2. Lambros Foundoulis
3. Eleftherios Synadinos

Op de lijst van PASOK: (S&D)
1. Nikos Androulakis
2. Eva Kaili

Op de lijst van To Potami: (S&D)
1. Giorgos Grammatikakis
2. Miltiadis Kyrkos

Op de lijst van de Communistische Partij: (niet-fractiegebonden)
1. Konstantinos Papadakis
2. Sotirios Zarianopoulos

Op de lijst van Onafhankelijke Grieken: (ECH)
1. Notis Marias[5]

### Hongarije
Op de lijst van Fidesz-Magyar Polgári Szövetség-KDNP: (EVP)
1. Andrea Bocskor
2. Andor Deli
3. Tamás Deutsch
4. Norbert Erdős
5. Kinga Gál
6. Ildikó Pelczné Gáll[3]
7. András Gyürk
8. György Hölvényi
9. Ádám Kósa
10. György Schöpflin
11. József Szájer
12. László Tőkés

Op de lijst van Jobbik: (niet-fractiegebonden)
1. Zoltán Balczó
2. Béla Kovács
3. Krisztina Morvai

Op de lijst van de Hongaarse Socialistische Partij: (S&D)
1. Tibor Szanyi
2. István Ujhelyi

Op de lijst van de Demokratikus Koalíció: (S&D)
1. Csaba Molnár
2. Ferenc Gyurcsány

(zetel niet ingenomen; vervangen door Péter Niedermüller)
Op de lijst van Együtt-Párbeszéd Magyarországért: (Groenen/VEA)
1. Gordon Bajnai

(zetel niet ingenomen; vervangen door Benedek Jávor)
Op de lijst van Lehet Más a Politika: (Groenen/VEA)
1. Tamás Meszerics

### Ierland
Op de lijst van Fine Gael: (EVP)
1. Deirdre Clune
2. Brian Hayes
3. Seán Kelly
4. Mairead McGuinness

Op de lijst van Sinn Féin: (GUE/NGL)
1. Lynn Boylan
2. Matt Carthy
3. Liadh Ní Riada

Op de lijst van Fianna Fáil: (ECH)
1. Brian Crowley

Onafhankelijk:
1. Nessa Childers (S&D)
2. Luke Flanagan (GUE/NGL)
3. Marian Harkin (ALDE)

### Italië
Op de lijst van de Democratische Partij: (S&D)
1. Brando Benifei
2. Goffredo Bettini
3. Simona Bonafé
4. Mercedes Bresso
5. Renata Briano
6. Nicola Caputo
7. Caterina Chinnici
8. Sergio Cofferati[5]
9. Silvia Costa
10. Andrea Cozzolino
11. Nicola Danti
12. Paolo De Castro
13. Isabella De Monte
14. Enrico Gasbarra
15. Elena Gentile
16. Michela Giuffrida
17. Roberto Gualtieri
18. Cécile Kyenge
19. Luigi Morgano
20. Alessandra Moretti[3]
21. Alessia Mosca
22. Massimo Paolucci[5]
23. Pier Antonio Panzeri[5]
24. Pina Picierno
25. Gianni Pittella[3]
26. David Sassoli
27. Elly Schlein[5]
28. Renato Soru[6]
29. Patrizia Toia
30. Daniele Viotti
31. Flavio Zanonato[5]

Op de lijst van de MoVimento 5 Stelle: (EVDD)
1. Isabella Adinolfi
2. Marco Affronte[6]
3. Laura Agea
4. Daniela Aiuto
5. Tiziana Beghin
6. David Borrelli[5][6]
7. Fabio Massimo Castaldo
8. Ignazio Corrao
9. Rosa D'Amato
10. Eleonora Evi
11. Laura Ferrara
12. Giulia Moi[5]
13. Piernicola Pedicini
14. Dario Tamburrano
15. Marco Valli[5]
16. Marco Zanni[6][5]
17. Marco Zullo

Op de lijst van Forza Italia: (EVP)
1. Salvatore Cicu
2. Alberto Cirio
3. Lara Comi
4. Raffaele Fitto[6]
5. Elisabetta Gardini[6]
6. Barbara Matera
7. Fulvio Martusciello
8. Alessandra Mussolini[6]
9. Aldo Patriciello
10. Salvo Pogliese[3]
11. Remo Sernagiotto[6]
12. Antonio Tajani
13. Giovanni Toti[3]

Op de lijst van Lega Nord: (niet-fractiegebonden)
1. Mara Bizzotto
2. Mario Borghezio
3. Gianluca Buonanno[8]
4. Matteo Salvini[3]
5. Flavio Tosi[3]

Op de lijst van Nieuw Centrumrechts-Unie van het Centrum: (EVP)
1. Lorenzo Cesa
2. Giovanni La Via[5]
3. Maurizio Lupi

(zetel niet ingenomen; vervangen door Massimiliano Salini)
Op de lijst van L'Altra Europa con Tsipras: (GUE/NGL)
1. Eleonora Forenza
2. Curzio Maltese
3. Barbara Spinelli[5]

Op de lijst van de Südtiroler Volkspartei: (EVP)
1. Herbert Dorfmann

### Kroatië
Op de lijst van de Kroatische Democratische Unie: (EVP)
1. Ivana Maletić
2. Andrej Plenković[3]
3. Davor Stier[3]
4. Dubravka Šuica

Op de lijst van de Sociaaldemocratische Partij van Kroatië: (S&D)
1. Biljana Borzan
2. Tonino Picula

Op de lijst van Istarski demokratski sabor: (ALDE)
1. Neven Mimica

(zetel niet ingenomen; vervangen door Ivan Jakovčić)
Op de lijst van Hrvatska narodna stranka - liberalni demokrati: (ALDE)
1. Jozo Radoš[5]

Op de lijst van Hrvatska stranka prava dr. Ante Starčević: (ECH)
1. Ruža Tomašić[5]

Op de lijst van Održivi razvoj Hrvatske: (Groenen/VEA)
1. Mirela Holy

(zetel niet ingenomen; vervangen door Davor Škrlec)
Op de lijst van Hrvatska seljačka stranka: (EVP)
1. Marijana Petir

### Letland
Op de lijst van Eenheid: (EVP)
1. Valdis Dombrovskis[3]
2. Sandra Kalniete
3. Krišjānis Kariņš[3]
4. Artis Pabriks[3]

Op de lijst van Centriskā partija Latvijas Zemnieku savienība: (EVDD)
1. Iveta Grigule[6]

Op de lijst van Sociaal-Democratische Partij ‘Harmonie’: (S&D)
1. Andrejs Mamikins

Op de lijst van Nationale Alliantie: (ECH)
1. Roberts Zīle

Op de lijst van Letlands Russische Unie: (Groenen/VEA)
1. Tatjana Ždanoka[3]

### Litouwen
Op de lijst van de Lietuvos socialdemokratų partija: (S&D)
1. Zigmantas Balčytis
2. Vilija Blinkevičiūtė

Op de lijst van Tėvynės Sąjunga – Lietuvos krikščionys demokratai: (EVP)
1. Gabrielius Landsbergis[3]
2. Algirdas Saudargas

Op de lijst van Tvarka ir teisingumas: (EVDD)
1. Valentinas Mazuronis[6][5]
2. Rolandas Paksas

Op de lijst van Lietuvos Respublikos liberalų sąjūdis: (ALDE)
1. Petras Auštrevičius
2. Antanas Guoga[6]

Op de lijst van de Partij van de Arbeid: (ALDE)
1. Viktor Uspaskich

Op de lijst van Electorale Actie van Polen in Litouwen: (ECH)
1. Waldemar Tomaszewski

Op de lijst van Lietuvos valstiečių ir žaliųjų sąjunga: (Groenen/VEA)
1. Ramūnas Karbauskis

(zetel niet ingenomen; vervangen door Bronis Ropė)

### Luxemburg
Op de lijst van de Chrëschtlech Sozial Vollekspartei: (EVP)
1. Georges Bach
2. Frank Engel
3. Viviane Reding[3]

Op de lijst van de Lëtzebuerger Sozialistesch Aarbechterpartei: (S&D)
1. Mady Delvaux-Stehres

Op de lijst van de Demokratesch Partei: (ALDE)
1. Charles Goerens

Op de lijst van Déi Gréng: (Groenen/VEA)
1. Claude Turmes[3]

### Malta
Op de lijst van de Malta Labour Party: (S&D)
1. Miriam Dalli
2. Marlene Mizzi
3. Alfred Sant

Op de lijst van Partit Nazzjonalista: (EVP)
1. David Casa
2. Therese Comodini Cachia[3]
3. Roberta Metsola

### Nederland
Op de lijst van het Christen-Democratisch Appèl: (EVP)
1. Wim van de Camp
2. Esther de Lange
3. Jeroen Lenaers
4. Lambert van Nistelrooij
5. Annie Schreijer-Pierik

Op de lijst van Democraten 66: (ALDE)
1. Gerben-Jan Gerbrandy
2. Matthijs van Miltenburg
3. Marietje Schaake
4. Sophie in 't Veld

Op de lijst van de Partij voor de Vrijheid: (niet-fractiegebonden)
1. Marcel de Graaff
2. Vicky Maeijer[3]
3. Olaf Stuger
4. Geert Wilders

(zetel niet ingenomen; vervangen door Hans Jansen)
Op de lijst van de Volkspartij voor Vrijheid en Democratie: (ALDE)
1. Hans van Baalen
2. Jan Huitema
3. Cora van Nieuwenhuizen[3]

Op de lijst van de Partij van de Arbeid: (S&D)
1. Agnes Jongerius
2. Kati Piri
3. Paul Tang

Op de lijst van de Socialistische Partij: (GUE/NGL)
1. Dennis de Jong
2. Anne-Marie Mineur

Op de lijst van ChristenUnie/Staatkundig Gereformeerde Partij: (ECH)
1. Bas Belder
2. Peter van Dalen

Op de lijst van GroenLinks: (Groenen/VEA)
1. Bas Eickhout
2. Judith Sargentini

Op de lijst van de Partij voor de Dieren: (GUE/NGL)
1. Anja Hazekamp

### Oostenrijk
Op de lijst van de Oostenrijkse Volkspartij: (EVP)
1. Heinz Becker
2. Othmar Karas
3. Elisabeth Köstinger[3]
4. Paul Rübig
5. Claudia Schmidt

Op de lijst van de Sociaaldemocratische Partij van Oostenrijk: (S&D)
1. Eugen Freund
2. Karin Kadenbach
3. Jörg Leichtfried[3]
4. Evelyn Regner
5. Josef Weidenholzer

Op de lijst van de Vrijheidspartij van Oostenrijk: (niet-fractiegebonden)
1. Barbara Kappel
2. Georg Mayer
3. Franz Obermayr
4. Harald Vilimsky

Op de lijst van de Die Grünen - Die Grüne Alternative: (Groenen/VEA)
1. Ulrike Lunacek[3]
2. Michel Reimon
3. Monika Vana

Op de lijst van de NEOS: (ALDE)
1. Angelika Mlinar

### Polen
Op de lijst van het Burgerplatform: (EVP)
1. Michał Boni
2. Jerzy Buzek
3. Danuta Hübner
4. Danuta Jazłowiecka
5. Agnieszka Kozłowska-Rajewicz
6. Barbara Kudrycka
7. Janusz Lewandowski
8. Elżbieta Łukacijewska
9. Jan Olbrycht
10. Julia Pitera
11. Marek Plura
12. Dariusz Rosati
13. Jacek Saryusz-Wolski[6]
14. Adam Szejnfeld
15. Róża Thun
16. Jarosław Wałęsa
17. Bogdan Wenta[3]
18. Bogdan Zdrojewski
19. Tadeusz Zwiefka

Op de lijst van Recht en Rechtvaardigheid: (ECH)
1. Ryszard Czarnecki
2. Andrzej Duda[3]
3. Anna Fotyga
4. Beata Gosiewska
5. Marek Gróbarczyk[3]
6. Dawid Jackiewicz[3]
7. Karol Karski
8. Zbigniew Kuźmiuk
9. Ryszard Legutko
10. Stanisław Ożóg
11. Bolesław Piecha
12. Mirosław Piotrowski[5]
13. Tomasz Poręba
14. Kazimierz Michał Ujazdowski[5][6]
15. Jadwiga Wiśniewska
16. Janusz Wojciechowski[3]
17. Kosma Złotowski

Op de lijst van Prawica Rzeczypospolitej: (ECH)
1. Marek Jurek

Op de lijst van Bezpartyjny: (ECH)
1. Zdzisław Krasnodębski

Op de lijst van Alliantie van Democratisch Links - Unie van de Arbeid: (S&D):
1. Lidia Geringer de Oedenberg
2. Adam Gierek
3. Bogusław Liberadzki
4. Krystyna Łybacka
5. Janusz Zemke

Op de lijst van het Congres van Nieuw Rechts (niet-fractiegebonden)
1. Robert Iwaszkiewicz[6]
2. Janusz Korwin-Mikke[5][3]
3. Michał Marusik
4. Stanisław Żółtek

Op de lijst van de Poolse Volkspartij: (EVP)
1. Andrzej Grzyb
2. Krzysztof Hetman
3. Jarosław Kalinowski
4. Czesław Siekierski

### Portugal
Op de lijst van de Partido Socialista: (S&D)
1. Francisco Assis
2. Elisa Ferreira[3]
3. Ana Gomes
4. Maria João Rodrigues
5. Ricardo Serrão Santos
6. Pedro Silva Pereira
7. Liliana Rodrigues
8. Carlos Zorrinho

Op de lijst van de Partido Social Democrata: (EVP)
1. Carlos Coelho
2. José Manuel Fernandes
3. Nuno Melo
4. Cláudia Monteiro de Aguiar
5. Paulo Rangel
6. Sofia Ribeiro
7. Fernando de Carvalho Ruas

Op de lijst van de Unitaire Democratische Coalitie: (GUE/NGL)
1. João Ferreira
2. Miguel Viegas
3. Inês Zuber[3]

Op de lijst van de Partido da Terra: (ALDE)
1. José Inácio Faria[6]
2. António Marinho e Pinto[5]

Op de lijst van Links Blok: (GUE/NGL)
1. Marisa Matias

### Roemenië
Op de lijst van de PDL: (EVP)
1. Theodor Stolojan
2. Monica-Luisa Macovei[5][6]
3. Traian Ungureanu
4. Marian-Jean Marinescu
5. Daniel Buda

Op de lijst van de UDMR: (EVP)
1. Iuliu Winkler
2. Csaba Sógor

Op de lijst van de Volksbewegingspartij: (EVP)
1. Siegfried Mureșan
2. Cristian-Dan Preda[5]

Op de lijst van de PNL: (EVP)
1. Norica Nicolai[6][5]
2. Adina-Ioana Vălean
3. Ramona-Nicole Mănescu
4. Cristian-Silviu Bușoi
5. Renate Weber[6][5]
6. Eduard-Raul Hellvig[3]

Op de lijst van de PSD+PC+UNPR: (S&D)
1. Corina Creţu[3] (PSD)
2. Ecaterina Andronescu (PSD)
(zetel niet ingenomen; vervangen door Victor Negrescu (PSD)[3])
3. Cătălin-Sorin Ivan (PSD)[5][6]
4. Dan Nica (PSD)
5. Damian Drăghici (UNPR)[5]
6. Daciana Sârbu (PSD)
7. Ioan Mircea Pașcu (PSD)
8. Viorica Dăncilă (PSD)[3]
9. Ionel-Sorin Moisă (PSD)[5][6]
10. Victor Boştinaru (PSD)
11. Claudiu-Ciprian Tănăsescu (PSD)
12. Doru-Claudian Frunzulică (UNPR)[5]
13. Laurențiu Rebega (PC)[6][5]
14. Maria Grapini (PC)[5]
15. Ana-Claudia Țapardel (PSD)
16. Cristea Andi-Lucian (PSD)

Onafhankelijk: (ALDE)
1. Mircea Diaconu

### Slovenië
Op de lijst van de Sloveense Democratische Partij: (EVP)
1. Patricija Šulin
2. Romana Tomc
3. Milan Zver

Op de lijst van Nieuw Slovenië: (EVP)
1. Lojze Peterle (NSi)
2. Franc Bogovič (SLS)

Op de lijst van de Sociaaldemocraten: (S&D)
1. Tanja Fajon

Op de lijst van Zares: (ALDE)
1. Ivo Vajgl

Op de lijst van Verjamem!: (Groenen/VEA)
1. Igor Šoltes

### Slowakije
Op de lijst van SMER - sociálna demokracia: (S&D)
1. Monika Flašíková-Beňová
2. Vladimír Maňka
3. Maroš Šefčovič
4. Boris Zala

Op de lijst van de Christendemocratische Beweging: (EVP)
1. Miroslav Mikolášik
2. Anna Záborská

Op de lijst van de Slowaakse Democratische en Christelijke Unie - Democratische Partij: (EVP)
1. Eduard Kukan
2. Ivan Štefanec[5]

Op de lijst van Obyčajní ľudia a nezávislé osobnosti: (ECH)
1. Branislav Škripek

Op de lijst van NOVA: (ECH)
1. Jana Žitňanská

Op de lijst van Sloboda a Solidarita: (ALDE)
1. Richard Sulík[6]

Op de lijst van de Partij van de Hongaarse Gemeenschap: (EVP)
1. Pál Csáky

Op de lijst van Most-Híd: (EVP)
1. József Nagy

### Spanje
Op de lijst van Partido Popular: (EVP)
1. Miguel Arias Cañete[3]
2. Esteban González Pons
3. Teresa Jiménez-Becerril Barrio[3]
4. Luis de Grandes Pascual
5. Pilar del Castillo Vera
6. Ramón Luis Valcárcel
7. Rosa Estaràs Ferragut
8. Francisco Millán Mon
9. Pablo Zalba Bidegain[3]
10. Verónica Lope Fontagne
11. Antonio López-Istúriz White
12. Santiago Fisas Ayxelá
13. Gabriel Mato Adrover
14. Pilar Ayuso González
15. María Esther Herranz García
16. Agustín Díaz de Mera García-Consuegra

Op de lijst van Partido Socialista Obrero Español: (S&D)
1. Elena Valenciano
2. Ramón Jáuregui
3. Soledad Cabezón Ruiz
4. Juan Fernando López Aguilar[6]
5. Iratxe García Pérez
6. Javi López (Partit dels Socialistes de Catalunya)
7. Inmaculada Rodríguez-Piñero
8. Enrique Guerrero Salom
9. Eider Gardiazabal Rubial
10. José Blanco López
11. Clara Aguilera García
12. Sergio Gutiérrez Prieto[3]
13. Inés Ayala Sender
14. Jonás Fernández

Op de lijst Izquierda Unida: (GUE/NGL)
1. Willy Meyer[3]
2. Paloma López Bermejo
3. Marina Albiol
4. Lidia Senra
5. Ángela Vallina

Op de lijst van Podemos: (GUE/NGL)
1. Pablo Iglesias Turrión[3]
2. María Teresa Rodríguez-Rubio Vázquez[3]
3. Carlos Jiménez Villarejo[3]
4. Lola Sánchez
5. Pablo Echenique[3]

Op de lijst van Unión Progreso y Democracia: (ALDE)
1. Francisco Sosa Wagner[3]
2. Maite Pagazaurtundua
3. Fernando Maura Barandiarán[3]
4. Beatriz Becerra Basterrechea[5]

Op de lijst van de Coalitie voor Europa:
1. Ramon Tremosa (Convergència Democràtica de Catalunya) (ALDE)[5]
2. Izaskun Bilbao (Eusko Alderdi Jeltzalea) (ALDE)
3. Francesc de Paula Gambús i Millet (Unió Democràtica de Catalunya) (EVP)

Op de lijst van Nova Esquerra Catalana: (Groenen/VEA)
1. Ernest Maragall[3]

Op de lijst van Ciudadanos-Partido de la Ciudadanía: (ALDE)
1. Javier Nart
2. Juan Carlos Girauta Vidal[3]

Op de lijst van COMPROMIS: (Groenen/VEA)
1. Jordi Sebastià i Talavera[3]

Op de lijst van EH Bildu: (GUE/NGL)
1. Josu Juaristi[3]

Op de lijst Iniciativa per Catalunya Verds: (Groenen/VEA)
1. Ernest Urtasun

Onafhankelijk: (Groenen/VEA)
1. Josep-Maria Terricabras

### Tsjechië
Op de lijst van ANO 2014: (ALDE)
1. Dita Charanzová
2. Martina Dlabajová
3. Petr Ježek
4. Pavel Telička

Op de lijst van TOP 09 a Starostové: (EVP)
1. Luděk Niedermayer
2. Stanislav Polčák[5]
3. Jiří Pospíšil
4. Jaromír Štětina

Op de lijst van de Tsjechische Sociaaldemocratische Partij: (S&D)
1. Jan Keller
2. Pavel Poc
3. Miroslav Poche
4. Olga Sehnalová

Op de lijst van de Communistische Partij van Bohemen en Moravië: (GUE/NGL)
1. Kateřina Konečná
2. Jiří Maštálka
3. Miloslav Ransdorf[8]

Op de lijst van de Christendemocratische Unie-Tsjechische Volkspartij: (EVP)
1. Pavel Svoboda
2. Michaela Šojdrová
3. Tomáš Zdechovský

Op de lijst van de Democratische Burgerpartij: (ECH)
1. Evžen Tošenovský
2. Jan Zahradil

Op de lijst van Strana svobodných občanů: (EVDD)
1. Petr Mach[3]

### Verenigd Koninkrijk

#### Groot-Brittannië
Op de lijst van de UK Independence Party: (EVDD)
1. Stuart Agnew[6]
2. Tim Aker[5]
3. Jonathan Arnott[5]
4. Janice Atkinson[6][5]
5. Amjad Bashir[6]
6. Gerard Batten[6]
7. Louise Bours[5]
8. James Carver[5][6]
9. David Coburn[5]
10. Jane Collins[6][5]
11. William, Earl of Dartmouth[5]
12. Bill Etheridge[5]
13. Nigel Farage[5]
14. Ray Finch[5]
15. Nathan Gill[5]
16. Roger Helmer[3]
17. Mike Hookem[6]
18. Diane James[5][6]
19. Paul Nuttall[5]
20. Patrick O'Flynn[5]
21. Margot Parker[5]
22. Julia Reid[5]
23. Jill Seymour[5]
24. Steven Woolfe[5][6]

Op de lijst van de Labour Party: (S&D)
1. Lucy Anderson
2. Paul Brannen
3. Richard Corbett
4. Seb Dance
5. Anneliese Dodds[3]
6. Neena Gill
7. Theresa Griffin
8. Mary Honeyball
9. Richard Howitt[3]
10. Afzal Khan[3]
11. Judith Kirton-Darling
12. David Martin
13. Linda McAvan[3]
14. Clare Moody
15. Claude Moraes
16. Siôn Simon
17. Catherine Stihler[3]
18. Derek Vaughan
19. Julie Ward
20. Glenis Willmott[3]

Op de lijst van de Conservative Party: (ECH)
1. Richard Ashworth[6]
2. Philip Bradbourn[8]
3. David Campbell Bannerman
4. Nirj Deva
5. Ian Duncan[3]
6. Vicky Ford[3]
7. Jacqueline Foster
8. Ashley Fox
9. Julie Girling[6]
10. Daniel Hannan
11. Syed Kamall
12. Sajjad Karim
13. Timothy Kirkhope[3]
14. Andrew Lewer[3]
15. Emma McClarkin
16. Anthea McIntyre
17. Kay Swinburne
18. Charles Tannock
19. Geoffrey Van Orden

Op de lijst van de Green Party of England and Wales: (Groenen/VEA)
1. Molly Scott Cato
2. Jean Lambert
3. Keith Taylor

Op de lijst van de Scottish National Party: (Groenen/VEA)
1. Ian Hudghton
2. Alyn Smith

Op de lijst van de Liberal Democrats: (ALDE)
1. Catherine Bearder

Op de lijst van Plaid Cymru: (Groenen/VEA)
1. Jill Evans

#### Noord-Ierland
Op de lijst van Sinn Féin: (GUE/NGL)
1. Martina Anderson

Op de lijst van de Democratische Unionistische Partij: (niet-fractiegebonden)
1. Diane Dodds

Op de lijst van Ulster Unionist Party: (ECH)
1. Jim Nicholson

### Zweden
Op de lijst van de Sveriges socialdemokratiska arbetareparti: (S&D)
1. Jytte Guteland
2. Anna Hedh
3. Olle Ludvigsson
4. Marita Ulvskog
5. Jens Nilsson[8]

Op de lijst van de Miljöpartiet de Gröna: (Groenen/VEA)
1. Max Andersson
2. Bodil Ceballos
3. Peter Eriksson[3]
4. Isabella Lövin[3]

Op de lijst van de Moderata samlingspartiet: (EVP)
1. Anna Maria Corazza Bildt
2. Christofer Fjellner
3. Gunnar Hökmark

Op de lijst van de Folkpartiet liberalerna: (ALDE)
1. Marit Paulsen[3]
2. Cecilia Wikström

Op de lijst van Sverigedemokraterna: (EVDD)
1. Peter Lundgren[6]
2. Kristina Winberg[6]

Op de lijst van de Centerpartiet: (ALDE)
1. Fredrick Federley

Op de lijst van de Vänsterpartiet: (GUE/NGL)
1. Malin Björk

Op de lijst van Kristdemokraterna: (EVP)
1. Lars Adaktusson[3]

Op de lijst van Feministiskt initiativ: (S&D)
1. Soraya Post

## Wijzigingen gedurende de zittingsperiode

### 2014
- 7 juli: Norica Nicolai (EVP, Roemenië) verlaat de fractie en treedt toe tot de fractie van ALDE.
- 8 juli: Flavio Tosi (niet-fractiegebonden, Italië) verlaat het parlement - zijn lidmaatschap is onverenigbaar met het  burgemeesterschap. Hij is op 11 juli opgevolgd door Lorenzo Fontana[3] (zie ook 22 maart 2018).
- 9 juli: Willy Meyer (GUE/NGL, Spanje) verlaat het parlement. Hij is op 15 juli opgevolgd door Javier Couso Permuy.
- 17 juli: Gilles Lebreton (niet-fractiegebonden, Frankrijk) verlaat Front National en treedt toe tot Front National-Rassemblement bleu Marine (zie ook 7 november 2017).
- 31 juli: Carlos Jiménez Villarejo (GUE/NGL, Spanje) verlaat het parlement. Hij is op 11 september opgevolgd door Tania González Peñas.
- 11 september: António Marinho e Pinto (ALDE, Portugal) verlaat zijn partij. Hij blijft als onafhankelijke lid van de fractie van ALDE.
- 2 oktober: Isabella Lövin (Groenen/VEA, Zweden) verlaat het parlement vanwege haar benoeming tot minister van Ontwikkelingssamenwerking in het kabinet-Löfven. Zij is op 8 oktober opgevolgd door Linnéa Engström.
- 8 oktober: Richard Sulík (ALDE, Slowakije) verlaat de fractie en treedt toe tot de fractie van ECH.
- 9 oktober: Mirosław Piotrowski (ECH, Polen) verlaat zijn partij. Hij blijft als onafhankelijke lid van de fractie van ECH.
- 10 oktober: Johan Van Overtveldt (ECH, België) verlaat het parlement vanwege zijn benoeming tot minister van Financiën in het kabinet-Michel. Hij is op 14 oktober opgevolgd door Sander Loones (zie ook 11 november 2018).
- 16 oktober: Jérôme Lavrilleux (EVP, Frankrijk) verlaat zijn partij. Hij blijft als onafhankelijke lid van de fractie van EVP.
- 16 oktober: Iveta Grigule (EVDD, Letland) verlaat de fractie. Hierdoor voldoet de EVDD-fractie niet langer aan de vereisten voor vorming van een Europese fractie. De fractie is opgeheven en de fractieleden zijn toegevoegd aan de groep niet-fractiegebonden leden.
- 19 oktober: Francisco Sosa Wagner (ALDE, Spanje) verlaat het parlement vanwege zijn benoeming tot lid van de Haagsche Academie voor Internationaal Recht. Hij is op 20 november opgevolgd door Enrique Calvet Chambon[5].
- 20 oktober: Robert Iwaszkiewicz (niet-fractiegebonden, Polen) treedt toe tot de groep van EVDD, waardoor deze groep weer voldoet aan de vereisten voor een fractie en opnieuw is ingesteld.
- 31 oktober: Andrus Ansip (ALDE, Estland), Miguel Arias Cañete (EVP, Spanje), Corina Creţu (S&D, Roemenië), Valdis Dombrovskis (EVP, Letland), Christos Stylianides (EVP, Cyprus) en Marianne Thyssen (EVP, België) verlaten het parlement vanwege hun benoeming tot lid van de commissie-Juncker. Zij zijn opgevolgd door resp. Urmas Paet (3 november), Carlos José Iturgaiz Angulo (6 november), Emilian Pavel (1 november), Inese Vaidere (1 november), Lefteris Christoforou (3 november) en Tom Vandenkendelaere (6 november).
- 6 november: Tomislav Donchev (EVP, Bulgarije) verlaat het parlement vanwege zijn benoeming tot vicepremier in het kabinet-Borisov. Hij is op 24 november opgevolgd door Andrej Novakov.
- 17 november: Renate Weber (EVP, Roemenië) verlaat de fractie en treedt toe tot de fractie van ALDE.
- 21 november: Ruža Tomašić (ECH, Kroatië) verlaat haar partij. Zij blijft als onafhankelijke lid van de fractie van ECH. Op 27 januari 2015 treedt zij toe tot de nieuw opgerichte Kroatische partij Hrvatska konzervativna stranka.
- 18 december: Louis Ide (ECH, België) verlaat het parlement vanwege zijn benoeming tot algemeen secretaris van de Nieuw-Vlaamse Alliantie. Hij is op 8 januari 2015 opgevolgd door Anneleen Van Bossuyt.
- 19 december: Philip Bradbourn (ECH, Verenigd Koninkrijk) overlijdt op 63-jarige leeftijd. Hij is op 8 januari 2015 opgevolgd door Daniel Dalton.
- 31 december: Annemie Neyts (ALDE, België) verlaat het parlement vanwege leeftijdsredenen. Zij is op 1 januari 2015 opgevolgd door Hilde Vautmans.

### 2015
- 7 januari: Notis Marias (ECH, Griekenland) verlaat zijn partij. Hij blijft als onafhankelijke lid van de fractie van ECH.
- 9 januari: Stefan Eck (GUE/NGL, Duitsland) verlaat zijn partij. Hij blijft als onafhankelijke lid van de fractie van GUE/NGL.
- 19 januari: Sergio Cofferati (S&D, Italië) verlaat zijn partij. Hij blijft als onafhankelijke lid van de fractie van S&D.
- 21 januari: Jean-Marie Cavada (ALDE, Frankrijk) verlaat zijn partij. Hij blijft als onafhankelijke lid van de fractie van ALDE.
- 23 januari: Amjad Bashir (EVDD, Verenigd Koninkrijk) verlaat de fractie en treedt toe tot de fractie van ECH.
- 26 januari: Giorgos Katrougalos (GUE/NGL, Griekenland) verlaat het parlement vanwege zijn benoeming tot onderminister in het kabinet-Tsipras. Hij is op 27 januari opgevolgd door Stelios Kouloglou.
- 1 februari: Alessandra Moretti (S&D, Italië) verlaat het parlement vanwege haar verkiezing tot president van de regio Veneto. Zij is op 18 februari opgevolgd door Damiano Zoffoli.
- 25 februari: Ivan Štefanec (EVP, Slowakije) verlaat zijn partij. Hij blijft als onafhankelijke lid van de fractie van EVP.
- 1 maart: Eduard-Raul Hellvig (EVP, Roemenië) verlaat het parlement vanwege zijn benoeming tot directeur van de Roemeense inlichtingendienst. Hij is op 2 maart opgevolgd door Mihai Țurcanu.
- 3 maart: Janusz Korwin-Mikke (niet-fractiegebonden, Polen) verlaat zijn partij. Hij blijft als onafhankelijke behoren tot de niet-fractiegebonden leden.
- 4 maart: María Teresa Rodríguez-Rubio Vázquez (GUE/NGL, Spanje) verlaat het parlement. Zij is op 5 maart opgevolgd door Miguel Urbán Crespo.
- 14 maart: Pablo Echenique (GUE/NGL, Spanje) verlaat het parlement vanwege zijn verkiezing tot secretaris-generaal van Podemos. Hij is op 25 maart opgevolgd door Estefanía Torres Martínez.
- 23 maart: Monica-Luisa Macovei (EVP, Roemenië) verlaat haar partij. Zij blijft als onafhankelijke lid van de fractie van EVP.
- 23 maart: Cristian-Dan Preda (EVP, Roemenië) verlaat zijn partij. Hij blijft als onafhankelijke lid van de fractie van EVP.
- 15 april: Juan Fernando López Aguilar (S&D, Spanje) is door de fractie geschorst en voegt zich bij de groep niet-fractiegebonden leden. Op 22 juli is de schorsing opgeheven en treedt hij weer toe tot de fractie van S&D.
- 26 april: Olli Rehn (ALDE, Finland) verlaat het parlement vanwege zijn verkiezing tot lid van het Finse parlement. Hij is op 27 april opgevolgd door Hannu Takkula[3].
- 26 april: Sampo Terho (ECH, Finland) verlaat het parlement vanwege zijn verkiezing tot lid van het Finse parlement. Hij is op 27 april opgevolgd door Pirkko Ruohonen-Lerner.
- 27 april: Iveta Grigule (niet-fractiegebonden, Letland) treedt toe tot de fractie van ALDE.
- 5 mei: Hans Jansen (niet-fractiegebonden, Nederland) overlijdt op 72-jarige leeftijd. Hij is op 1 september opgevolgd door Auke Zijlstra.
- 18 mei: Barbara Spinelli (GUE/NGL, Italië) verlaat haar partij. Zij blijft als onafhankelijke lid van de fractie van GUE/NGL.
- 19 mei: Raffaele Fitto (EVP, Italië) verlaat de fractie en treedt toe tot de fractie van ECH.
- 19 mei: Valentinas Mazuronis (EVDD, Litouwen) verlaat de fractie en treedt toe tot de fractie van ALDE. Op 1 juli 2015 verlaat hij zijn partij en sluit zich aan bij Darbo Partija. Op 7 november 2017 verlaat hij Darbo Partija. Hij blijft als onafhankelijke lid van de fractie van ALDE.
- 25 mei: Andrzej Duda (ECH, Polen) verlaat het parlement vanwege zijn verkiezing tot president van Polen. Hij is op 11 juni opgevolgd door Edward Czesak.
- 15 juni: De fractie Europa van Naties en Vrijheid (ENV) is ingesteld. 35 leden behorende tot de niet-fractiegebonden leden treden toe tot deze fractie. Janice Atkinson (EVDD, Verenigd Koninkrijk) verlaat de fractie van EVDD en treedt toe tot de fractie van ENV.
- 23 juni: Jörg Leichtfried (S&D, Oostenrijk) verlaat het parlement vanwege zijn benoeming in de regering van de deelstaat Stiermarken. Hij is op 9 juli opgevolgd door Karoline Graswander-Hainz.
- 24 juni: Enrique Calvet Chambon (ALDE, Spanje) verlaat zijn partij. Hij blijft als onafhankelijke lid van de fractie van ALDE.
- 24 juni: Aymeric Chauprade (niet-fractiegebonden, Frankrijk) treedt toe tot de fractie van ENV.
- 7 juli: Manolis Glezos (GUE/NGL, Griekenland) verlaat het parlement. Hij is op 20 juli opgevolgd door Nikolaos Chountis.
- 7 juli: Remo Sernagiotto (EVP, Italië) verlaat de fractie en treedt toe tot de fractie van ECH.
- 9 juli: Giovanni Toti (EVP, Italië) verlaat het parlement vanwege zijn verkiezing tot president van de regio Ligurië. Hij is op 13 juli opgevolgd door Stefano Maullu[6] (zie ook 12 december 2018).
- 9 juli: Maria Grapini (S&D, Roemenië) verlaat haar partij. Zij blijft als onafhankelijke lid van de fractie van S&D.
- 9 juli: Elly Schlein (S&D, Italië) verlaat haar partij. Zij blijft als onafhankelijke lid van de fractie van S&D.
- 15 juli: Laurențiu Rebega (S&D, Roemenië) verlaat de fractie en treedt toe tot de fractie van ENV.
- 17 juli: Hans-Olaf Henkel en Joachim Starbatty (beiden ECH, Duitsland) verlaten hun partij. Zij blijven als onafhankelijke lid van de fractie van ECH.
- 19 juli: Bernd Lucke (ECH, Duitsland) verlaat zijn partij. Hij blijft als onafhankelijke lid van de fractie van ECH.
- 20 juli: Ulrike Trebesius (ECH, Duitsland) verlaat haar partij. Zij blijft als onafhankelijke lid van de fractie van ECH.
- 22 juli: Bernd Kölmel (ECH, Duitsland) verlaat zijn partij. Hij blijft als onafhankelijke lid van de fractie van ECH.
- 25 augustus: Laurenţiu Rebega (Europa van Naties en Vrijheid, Roemenië) verlaat zijn partij. Hij blijft als onafhankelijke lid van de fractie van ENV.
- 1 september: Nikolaos Chountis (GUE/NGL, Griekenland) verlaat zijn partij. Hij blijft als onafhankelijke lid van de fractie van GUE/NGL.
- 8 september: Auke Zijlstra (niet-fractiegebonden, Nederland) treedt toe tot de fractie van ENV.
- 10 september: Renate Weber (ALDE, Roemenië) verlaat haar partij. Zij blijft als onafhankelijke lid van de fractie van ALDE.
- 28 september: Sofia Sakorafa (GUE/NGL, Griekenland) verlaat haar partij. Zij blijft als onafhankelijke lid van de fractie van GUE/NGL.
- 29 september: Marit Paulsen (ALDE, Zweden) verlaat het parlement. Zij is op 30 september opgevolgd door Jasenko Selimovic.
- 1 oktober: Janice Atkinson (ENV, Verenigd Koninkrijk) verlaat haar partij. Zij blijft als onafhankelijke lid van de fractie van ENV.
- 1 oktober: Massimiliano Salini (EVP, Italië) verlaat zijn partij en treedt toe tot Forza Italia. Hij blijft lid van de fractie van ENV.
- 12 oktober: Norica Nicolai (ALDE, Roemenië) verlaat haar partij. Zij blijft als onafhankelijke lid van de fractie van ALDE.
- 16 oktober: Rikke Karlsson (ECH, Denemarken) verlaat haar partij. Zij blijft als onafhankelijke lid van de fractie van ECH.
- 20 oktober: Stanislav Polčák (EVP, Tsjechië) verlaat zijn partij. Hij blijft als onafhankelijke lid van de fractie van EVP.
- 27 oktober: Monica-Luisa Macovei (EVP, Roemenië) verlaat de fractie en treedt toe tot de fractie van ECH.
- 27 oktober: Pablo Iglesias Turrión (GUE/NGL, Spanje) verlaat het parlement vanwege zijn bemoeienis met de naderende nationale verkiezingen in Spanje. Hij is op 25 november opgevolgd door Xabier Benito Ziluaga.
- 10 november: Aymeric Chauprade (ENV, Frankrijk) verlaat zijn partij. Hij voegt zich bij de groep niet-fractiegebonden leden.
- 15 november: Dawid Jackiewicz (ECH, Polen) verlaat het parlement. Hij is op 27 november opgevolgd door Sławomir Kłosowski.
- 15 november: Marek Gróbarczyk (ECH, Polen) verlaat het parlement. Hij is op 27 november opgevolgd door Czesław Hoc.
- 24 november: Fernando Maura Barandiarán (ALDE, Spanje) verlaat het parlement. Hij is op 25 november opgevolgd door María Teresa Giménez Barbat[5].
- 25 november: Eleni Theocharous (EVP, Cyprus) verlaat haar partij. Zij blijft als onafhankelijke lid van de fractie van EVP.
- 6 december: Raffaele Fitto (ECH, Italië) verlaat zijn partij. Hij blijft als onafhankelijke lid van de fractie van ECH.
- 19 december: Jens Rohde (ALDE, Denemarken) verlaat zijn partij en treedt toe tot Radikale Venstre. Hij blijft lid van de fractie van ALDE.

### 2016
- 11 januari: Juan Carlos Girauta Vidal (ALDE, Spanje) verlaat het parlement vanwege zijn verkiezing tot lid van het Congres van Afgevaardigden. Hij is op 3 februari opgevolgd door Carolina Punset Bannel.
- 22 januari: Miloslav Ransdorf (GUE/NGL, Tsjechië) overlijdt op 62-jarige leeftijd. Hij is op 4 februari opgevolgd door Jaromír Kohlíček.
- 30 januari: Inês Zuber (GUE/NGL, Portugal) verlaat het parlement vanwege haar activiteiten in de landelijke politiek. Zij is op 31 januari opgevolgd door Joao Pimenta Lopes.
- 14 februari: Remo Sernagiotto (ECH, Italië) verlaat zijn partij. Hij blijft als onafhankelijke lid van de fractie van ECH.
- 29 februari: Ulla Tørnæs (ALDE, Denemarken) verlaat het parlement vanwege haar benoeming tot minister van Wetenschap, Technologie, ICT en Hoger Onderwijs in het kabinet-Rasmussen II. Zij is op 3 maart opgevolgd door Morten Løkkegaard.
- 8 maart: Eleni Theocharous (EVP, Cyprus) verlaat de fractie en treedt toe tot de fractie van ECH.
- 6 april: María Teresa Giménez Barbat (ALDE, Spanje) verlaat haar partij. Zij blijft als onafhankelijke lid van de fractie van ALDE.
- 8 april: Beatrix von Storch (ECH, Duitsland) verlaat de fractie en treedt toe tot de fractie van EVDD.
- 12 april: Marcus Pretzell (ECH, Duitsland) verlaat de fractie. Hij voegt zich bij de groep niet-fractiegebonden leden.
- 20 april: Davor Škrlec (Groenen/VEA, Kroatië) verlaat zijn partij. Hij blijft als onafhankelijke lid van de fractie van Groenen/VEA.
- 1 mei: Marcus Pretzell (niet-fractiegebonden, Duitsland) treedt toe tot de fractie van ENV.
- 2 mei: Philippe De Backer (ALDE, België) verlaat het parlement vanwege zijn benoeming tot staatssecretaris voor Bestrijding van de Sociale Fraude, Privacy en Noordzee in het kabinet-Michel I. Hij is op 4 mei opgevolgd door Lieve Wierinck.
- 7 mei: Janusz Wojciechowski (ECH, Polen) verlaat het parlement vanwege zijn benoeming tot lid van de Europese Rekenkamer. Hij is op 24 juni opgevolgd door Urszula Krupa[5].
- 10 mei: Renato Soru (S&D, Italië) verlaat de fractie. Hij voegt zich bij de groep niet-fractiegebonden leden (zie ook 16 mei 2017).
- 12 mei: Gabrielius Landsbergis (EVP, Litouwen) verlaat het parlement vanwege zijn activiteiten in de landelijke politiek. Hij is op 30 mei opgevolgd door Laima Andrikienė.
- 24 mei: Peter Eriksson (Groenen/VEA, Zweden) verlaat het parlement vanwege zijn benoeming tot minister van Volkshuisvesting in het kabinet-Löfven. Hij is op 7 juni opgevolgd door Jakop Dalunde.
- 26 mei: Beatriz Becerra Basterrechea (ALDE, Spanje) verlaat haar partij. Zij blijft als onafhankelijke lid van de fractie van ALDE.
- 5 juni: Gianluca Buonanno (ENV, Italië) overlijdt op 50-jarige leeftijd. Hij is op 7 juli opgevolgd door Angelo Ciocca.
- 19 juni: Elisa Ferreira (S&D, Portugal) verlaat het parlement vanwege haar benoeming tot lid van de Raad van Bestuur van de Portugese centrale bank. Zij is op 28 juni opgevolgd door Manuel António dos Santos.
- 30 juni: Doru-Claudian Frunzulică (S&D, Roemenië) verlaat zijn partij, nadat die besloten had om in juli 2016 te fuseren met de PMP, in het Europees Parlement aangesloten bij de fractie van de EVP. Hij sluit zich aan bij de afvaardiging van de PSD en blijft lid van de fractie van S&D.
- 4 juli: Urszula Krupa (ECH, Polen) verlaat haar partij. Zij blijft als onafhankelijke lid van de fractie van ECH.
- 5 oktober: Antanas Guoga (ALDE, Litouwen) verlaat de fractie en treedt toe tot de fractie van EVP.
- 5 oktober: Timothy Kirkhope (ECH, Verenigd Koninkrijk) verlaat het parlement vanwege zijn benoeming tot lid van het Hogerhuis. Hij is op 17 november opgevolgd door John Michael Procter.
- 9 oktober: Jordi Sebastià i Talavera (Groenen/VEA, Spanje) verlaat het parlement conform een afspraak die al voor de verkiezingen van 2014 gemaakt was. Hij is op 11 oktober opgevolgd door Florent Marcellesi.
- 13 oktober: Andrej Plenković en Davor Stier (beiden EVP, Kroatië) verlaten het parlement vanwege hun verkiezing tot lid van het Kroatische parlement. Op 24 oktober zijn zij opgevolgd door Ivica Tolić en Željana Zovko.
- 18 oktober: Steven Woolfe (EVDD, Verenigd Koninkrijk) verlaat zijn partij. Op 24 oktober verlaat hij ook de fractie en voegt zich bij de groep niet-fractiegebonden leden.
- 31 oktober: Matthias Groote (S&D, Duitsland) verlaat het parlement vanwege zijn verkiezing als Landsrat van de Landkreis Leer. Hij is op 14 november opgevolgd door Tiemo Wölken.
- 1 november: Richard Howitt (S&D, Verenigd Koninkrijk) verlaat het parlement vanwege zijn benoeming als CEO van een organisatie op het gebied van corporate finance. Hij is op 15 november opgevolgd door Alex Mayer.
- 17 november: Pablo Zalba Bidegain (EVP, Spanje) verlaat het parlement vanwege zijn benoeming tot voorzitter van het Instituto de Crédito Oficial. Hij is op 3 januari 2017 opgevolgd door José Ignacio Salafranca Sánchez-Neyra.
- 20 november: Diane James (EVDD, Verenigd Koninkrijk) verlaat haar partij en de fractie, en voegt zich bij de groep niet-fractiegebonden leden (zie ook 13 december 2018).
- 28 november: Damian Drăghici (S&D, Roemenië) verlaat zijn partij. Hij blijft als onafhankelijke lid van de fractie van S&D.
- 30 november: Alessandra Mussolini (EVP, Italië) verlaat de fractie en voegt zich bij de groep niet-fractiegebonden leden. Op 12 december voegt zij zich weer bij de fractie van EVP.
- 12 december: José Inácio Faria (ALDE, Portugal) verlaat de fractie en treedt toe tot de fractie van EVP.
- 30 december: Ernest Maragall (Groenen/VEA, Spanje) verlaat het parlement. Hij is op 3 januari 2017 opgevolgd door Jordi Solé I Ferrando.

### 2017
- 11 januari: Marco Affronte (EVDD, Italië) verlaat de fractie en treedt toe tot de fractie van Groenen/VEA.
- 11 januari: Marco Zanni (EVDD, Italië) verlaat de fractie en treedt toe tot de fractie van ENV. Op 18 januari verlaat hij ook zijn partij.
- 16 januari: Iliana Jotova (S&D, Bulgarije) verlaat het parlement vanwege haar verkiezing tot vicepresident van Bulgarije. Zij is op 17 januari opgevolgd door Peter Koeroembasjev.
- 10 februari: Martin Schulz (S&D, Duitsland) verlaat het parlement vanwege zijn activiteiten in de landelijke politiek. Hij is op 24 februari opgevolgd door Arndt Kohn.
- 15 maart: Vicky Maeijer (ENV, Nederland) verlaat het parlement vanwege haar verkiezing tot lid van de Tweede Kamer. Zij is op 13 juni opgevolgd door André Elissen.
- 23 maart: Jacek Saryusz-Wolski (EVP, Polen) verlaat de fractie en voegt zich bij de groep niet-fractiegebonden leden (zie ook 27 maart 2019).
- 30 maart: Massimo Paolucci (S&D, Italië) verlaat zijn partij. Hij blijft als onafhankelijke lid van de fractie van S&D.
- 30 maart: Flavio Zanonato (S&D, Italië) verlaat zijn partij. Hij blijft als onafhankelijke lid van de fractie van S&D.
- 10 mei: Ramon Tremosa (ALDE, Spanje) verlaat zijn partij. Hij blijft als onafhankelijke lid van de fractie van ALDE.
- 16 mei: Renato Soru (niet-fractiegebonden, Italië) treedt toe tot de fractie van S&D (zie ook 10 mei 2016).
- 16 mei: Giovanni La Via (EVP, Italië) verlaat zijn partij. Hij blijft als onafhankelijke lid van de fractie van EVP.
- 17 mei: Sylvie Goulard (ALDE, Frankrijk) verlaat het parlement vanwege haar benoeming tot minister van Defensie in de regering-Philippe I. Zij is op 18 mei opgevolgd door Thierry Cornillet.
- 17 mei: Marielle de Sarnez (ALDE, Frankrijk) verlaat het parlement vanwege haar benoeming tot minister van Europese Zaken in de regering-Philippe I. Zij is op 18 mei opgevolgd door Patricia Lalonde.
- 31 mei: Kazimierz Michał Ujazdowski (ECH, Polen) verlaat zijn partij. Hij blijft als onafhankelijke lid van de fractie van ECH.
- 1 juni: Arne Gericke (ECH, Duitsland) verlaat zijn partij. Hij blijft als lid van Freie Wähler lid van de fractie van ECH (zie ook 15 oktober 2018).
- 8 juni: Anneliese Dodds (S&D, Verenigd Koninkrijk) verlaat het parlement vanwege haar verkiezing tot lid van het Lagerhuis. Zij is op 30 juni opgevolgd door John Howarth.
- 8 juni: Vicky Ford (ECH, Verenigd Koninkrijk) verlaat het parlement vanwege haar verkiezing tot lid van het Lagerhuis. Zij is op 28 juni opgevolgd door John Flack.
- 8 juni: Afzal Khan (S&D, Verenigd Koninkrijk) verlaat het parlement vanwege zijn verkiezing tot lid van het Lagerhuis. Hij is op 29 juni opgevolgd door Wajid Khan.
- 8 juni: Andrew Lewer (ECH, Verenigd Koninkrijk), verlaat het parlement vanwege zijn verkiezing tot lid van het Lagerhuis. Hij is op 29 juni opgevolgd door Rupert Matthews.
- 14 juni: Jozo Radoš (ALDE, Kroatië) verlaat zijn partij. Hij blijft als onafhankelijke lid van de fractie van ALDE.
- 18 juni: Marine Le Pen (ENV, Frankrijk) verlaat het parlement vanwege haar verkiezing tot lid van de Nationale Vergadering. Zij is op 19 juni opgevolgd door Christelle Lechevalier.
- 18 juni: Jean-Luc Mélenchon (GUE/NGL, Frankrijk) verlaat het parlement vanwege zijn verkiezing tot lid van de Nationale Vergadering. Hij is op 19 juni opgevolgd door Marie-Pierre Vieu.
- 22 juni: Ian Duncan (ECH, Verenigd Koninkrijk) verlaat het parlement vanwege zijn benoeming tot lid van het Hogerhuis en tot staatssecretaris voor Schotland. Hij is op 8 september opgevolgd door Nosheena Mobarik.
- 23 juni: Therese Comodini Cachia (EVP, Malta) verlaat het parlement vanwege haar verkiezing tot lid van het parlement van Malta. Zij is op 24 juni opgevolgd door Francis Zammit Dimech.
- 29 juni: Victor Negrescu (S&D, Roemenië) verlaat het parlement. Hij is op 13 september opgevolgd door Răzvan Popa.
- 6 juli: Marija Gabriel (EVP, Bulgarije) verlaat het parlement vanwege haar benoeming tot lid van de commissie-Juncker. Zij is op 14 september opgevolgd door Asim Ahmedov Ademov.
- 6 juli: Herbert Reul (EVP, Duitsland) verlaat het parlement vanwege zijn benoeming tot minister van Binnenlandse Zaken van Noordrijn-Westfalen. Hij is op 24 juli opgevolgd door Dennis Radtke.
- 20 juli: Louis Aliot (ENV, Frankrijk) verlaat het parlement vanwege zijn verkiezing tot lid van de Nationale Vergadering. Hij is op 21 juli opgevolgd door France Jamet.
- 31 juli: Roger Helmer (EVDD, Verenigd Koninkrijk) verlaat het parlement vanwege gezondheidsredenen. Hij is op 1 augustus opgevolgd door Jonathan Bullock (zie ook 10 december 2018).
- 31 augustus: Petr Mach (EVDD, Tsjechië) verlaat het parlement. Hij is op 5 september opgevolgd door Jiří Payne.
- 31 augustus: Ildikó Pelczné Gáll (EVP, Hongarije) verlaat het parlement vanwege haar benoeming tot lid van de Europese Rekenkamer. Zij is op 15 september opgevolgd door Lívia Járóka.
- 31 augustus: Pier Antonio Panzeri (S&D, Italië) verlaat zijn partij. Hij blijft als onafhankelijke lid van de fractie van S&D.
- 2 oktober: Glenis Willmott (S&D, Verenigd Koninkrijk) verlaat het parlement vanwege leeftijdsredenen. Zij is op 3 oktober opgevolgd door Rory Palmer.
- 3 oktober: Sophie Montel, Mireille d'Ornano en Florian Philippot (allen ENV, Frankrijk) verlaten hun partij en hun fractie, en voegen zich bij de groep niet-fractiegebonden leden. Op 4 oktober treden zij toe tot de fractie van EVDD (zie ook 13 september 2018).
- 23 oktober: Fabio De Masi (GUE/NGL, Duitsland) verlaat het parlement vanwege zijn verkiezing tot lid van de Bondsdag. Hij is op 8 november opgevolgd door Martin Schirdewan.
- 23 oktober: Alexander Lambsdorff (ALDE, Duitsland) verlaat het parlement vanwege zijn verkiezing tot lid van de Bondsdag. Hij is op 8 november opgevolgd door Nadja Hirsch.
- 23 oktober: Beatrix von Storch (EVDD, Duitsland) verlaat het parlement vanwege haar verkiezing tot lid van de Bondsdag. Zij is op 8 november opgevolgd door Jörg Meuthen.
- 23 oktober: Michael Theurer (ALDE, Duitsland)) verlaat het parlement vanwege zijn verkiezing tot lid van de Bondsdag. Hij is op 6 november opgevolgd door Wolf Klinz.
- 25 oktober: Cora van Nieuwenhuizen (ALDE, Nederland) verlaat het parlement vanwege haar benoeming tot minister van Infrastructuur en Waterstaat in het kabinet-Rutte III. Zij is op 14 november opgevolgd door Caroline Nagtegaal-van Doorn.
- 25 oktober: Alain Lamassoure (EVP, Frankrijk) verlaat zijn partij. Hij blijft als onafhankelijke lid van de fractie van EVP.
- 5 november: Marju Lauristin (S&D, Estland) verlaat het parlement vanwege haar benoeming tot lid van de gemeenteraad van Tartu. Zij is op 6 november opgevolgd door Ivari Padar (zie ook 3 april 2019[3]).
- 7 november: Gilles Lebreton (ENV, Frankrijk) verlaat Front National-Rassemblement bleu Marine en treedt toe tot Front National (zie ook 17 juli 2014).
- 8 november: Ulrike Lunacek (Groenen/VEA, Oostenrijk) verlaat het parlement vanwege het verlies van haar partij bij nationale verkiezingen. Zij is op 10 november opgevolgd door Thomas Waitz.
- 8 november: Elisabeth Köstinger (EVP, Oostenrijk) verlaat het parlement vanwege haar verkiezing als voorzitter van de Nationale Raad. Zij is op 30 november opgevolgd door Lukas Mandl.
- 18 november: Ionel-Sorin Moisă (S&D, Roemenië) verlaat zijn partij. Op 22 november verlaat hij ook de fractie en voegt zich bij de groep niet-fractiegebonden leden. Op 29 november treedt hij toe tot de fractie van EVP.
- 30 november: Constance Le Grip (EVP, Frankrijk) verlaat het parlement vanwege haar verkiezing tot lid van de Nationale Vergadering. Zij is op 1 december opgevolgd door Geoffroy Didier.
- 5 december: Isabelle Thomas (S&D, Frankrijk) verlaat haar partij. Zij blijft als onafhankelijke lid van de fractie van S&D.
- 14 december: Tokia Saïfi (EVP, Frankrijk) verlaat haar partij. Zij blijft als onafhankelijke lid van de fractie van EVP.
- 31 december: Jutta Steinruck (S&D, Duitsland) verlaat het parlement vanwege haar verkiezing als burgemeester van Ludwigshafen am Rhein. Zij is op 1 januari 2018 opgevolgd door Michael Detjen.

### 2018
- 19 januari: Jonathan Arnott (EVDD, Verenigd Koninkrijk) verlaat zijn partij. Hij blijft als onafhankelijke lid van de fractie van EVDD.
- 28 januari: Viorica Dăncilă (S&D, Roemenië) verlaat het parlement vanwege haar benoeming tot premier van Roemenië. Zij is op 30 januari opgevolgd door Gabriela Zoană.
- 1 februari: Édouard Ferrand (ENV, Frankrijk) overlijdt op 52-jarige leeftijd. Hij is op 2 februari opgevolgd door Jacques Colombier.
- 13 februari: David Borrelli (EVDD, Italië) verlaat zijn partij en de fractie, en voegt zich bij de groep niet-fractiegebonden leden.
- 21 februari: Élisabeth Morin-Chartier (EVP, Frankrijk) verlaat haar partij. Zij blijft als onafhankelijke lid van de fractie van EVP.
- 21 februari: Rikke Karlsson (ECH, Denemarken) verlaat de fractie en voegt zich bij de groep niet-fractiegebonden leden.
- 27 februari: Josu Juaristi (GUE/NGL, Spanje) verlaat het parlement. Hij is op 28 februari opgevolgd door Ana Miranda[6].
- 28 februari: Hannu Takkula (ALDE, Finland) verlaat het parlement. Hij is op 1 maart opgevolgd door Elsi Katainen.
- 28 februari: Richard Ashworth (ECH, Verenigd Koninkrijk) verlaat de fractie en treedt toe tot de fractie van EVP.
- 28 februari: Julie Girling (ECH, Verenigd Koninkrijk) verlaat de fractie en treedt toe tot de fractie van EVP.
- 1 maart: Janusz Korwin-Mikke (niet-fractiegebonden, Polen) verlaat het parlement vanwege zijn activiteiten in de landelijke politiek. Hij is op 22 maart opgevolgd door Dobromir Sośnierz.
- 2 maart: Ana Miranda (GUE/NGL, Spanje) verlaat de fractie en treedt toe tot de fractie van Groenen/VEA.
- 2 maart: Laurențiu Rebega (ENV, Roemenië) verlaat de fractie en voegt zich bij de groep niet-fractiegebonden leden. Op 3 april treedt hij toe tot de fractie van ECH.
- 4 maart: Tatjana Ždanoka (Groenen/VEA, Letland) verlaat het parlement. Zij is op 5 maart opgevolgd door Miroslavs Mitrofanovs.
- 13 maart: Jens Nilsson (S&D, Zweden) overlijdt op 69-jarige leeftijd. Hij is op 4 april opgevolgd door Aleksander Gabelic.
- 22 maart: Gianni Pittella (S&D, Italië) verlaat het parlement vanwege zijn verkiezing tot lid van de Italiaanse Senaat. Hij is op 17 april opgevolgd door Giuseppe Ferrandino.
- 22 maart: Lorenzo Fontana en Matteo Salvini (beiden ENV, Italië) verlaten het parlement vanwege hun verkiezing tot lid van het Italiaanse parlement. Zij zijn op 17 april opgevolgd door Giancarlo Scotta en Danilo Oscar Lancini.
- 13 april: Kazimierz Michał Ujazdowski (ECH, Polen) verlaat de fractie en voegt zich bij de groep niet-fractiegebonden leden.
- 17 april: Aymeric Chauprade (niet-fractiegebonden, Frankrijk) treedt toe tot de fractie van EVDD.
- 28 mei: James Carver (EVDD, Verenigd Koninkrijk) verlaat zijn partij en de fractie, en voegt zich bij de groep niet-fractiegebonden leden (zie ook 10 januari 2019).
- 29 mei: Bernard Monot (ENV, Frankrijk) verlaat de fractie en treedt toe tot de fractie van EVDD.
- 10 juni: Jean-Paul Denanot (S&D, Frankrijk) verlaat het parlement en de politiek. Hij is op 11 juni opgevolgd door Karine Gloanec Maurin.
- 11 juni: Paavo Väyrynen (ALDE, Finland) verlaat het parlement vanwege zijn activiteiten in de landelijke politiek. Hij is op 12 juni opgevolgd door Mirja Vehkaperä.
- 19 juni: Claude Turmes (Groenen/VEA, Luxemburg) verlaat het parlement in verband met zijn benoeming tot staatssecretaris in de regering-Bettel. Hij is op 20 juni opgevolgd door Tilly Metz.
- 2 juli: Jan Philipp Albrecht (Groenen/VEA, Duitsland) verlaat het parlement in verband met zijn voorgenomen benoeming tot minister van de deelstaat Sleeswijk-Holstein. Hij is op 3 juli opgevolgd door Romeo Franz.
- 3 juli: Peter Lundgren en Kristina Winberg (beiden EVDD, Zweden) verlaten hun fractie, en treden toe tot de fractie van ECH.
- 14 juli: Salvo Pogliese (EVP, Italië) verlaat het parlement vanwege zijn activiteiten in de landelijke politiek. Hij is op 19 juli opgevolgd door Giovanni Miccichè[3].
- 19 augustus: Giovanni Miccichè (EVP, Italië) verlaat het parlement vanwege het bekleden van een met het lidmaatschap van het parlement onverenigbare functie. Hij is op 20 augustus opgevolgd door Innocenzo Leontini (zie ook 16 januari 2019[6]).
- 1 september: Viviane Reding (EVP, Luxemburg) verlaat het parlement. Zij is op 2 september opgevolgd door Christophe Hansen.
- 1 september: Burkhard Balz (EVP, Duitsland) verlaat het parlement vanwege zijn benoeming tot lid van de raad van bestuur van de Duitse centrale bank. Hij is op 20 september opgevolgd door Stefan Gehrold.
- 5 september: Kaja Kallas (ALDE, Estland) verlaat het parlement. Zij is op 5 september opgevolgd door Igor Gräzin.
- 13 september: Sophie Montel (EVDD, Frankrijk) verlaat de fractie en voegt zich bij de groep niet-fractiegebonden leden.
- 23 september: Lars Adaktusson (EVP, Zweden) verlaat het parlement vanwege zijn verkiezing tot lid van de Zweedse Rijksdag. Hij is op 3 oktober opgevolgd door Anders Sellström.
- 27 september: Cătălin-Sorin Ivan (S&D, Roemenië) verlaat zijn partij en de fractie, en voegt zich bij de groep niet-fractiegebonden leden.
- 2 oktober: Bill Etheridge (EVDD, Verenigd Koninkrijk) verlaat zijn partij. Hij blijft als onafhankelijke lid van de fractie van EVDD.
- 15 oktober: Arne Gericke (ECH, Duitsland) verlaat zijn partij. Hij blijft als onafhankelijke lid van de fractie van ECH (zie ook 1 juni 2017).
- 20 oktober: Sylvie Goddyn (ENV, Frankrijk) verlaat de fractie en treedt toe tot de fractie van EVDD. Op 29 november verlaat zij ook haar partij.
- 26 oktober: Emmanuel Maurel (S&D, Frankrijk) verlaat de fractie en voegt zich bij de groep niet-fractiegebonden leden. Op 6 november treedt hij toe tot de fractie van GUE/NGL.
- 5 november: Artis Pabriks (EVP, Letland) verlaat het parlement vanwege zijn verkiezing tot lid van het Letse parlement. Hij is op 28 november opgevolgd door  Kārlis Šadurskis.
- 11 november: Sander Loones (ECH, België) verlaat het parlement vanwege zijn benoeming tot minister van Defensie in het kabinet-Michel I. Hij is op 22 november opgevolgd door Ralph Packet.
- 13 november: Bogdan Wenta (EVP, Polen) verlaat het parlement vanwege zijn verkiezing tot burgemeester van Kielce. Hij is op 20 november opgevolgd door Bogusław Sonik.
- 23 november: Louise Bours (EVDD, Verenigd Koninkrijk) verlaat haar partij. Zij blijft als onafhankelijke lid van de fractie van EVDD.
- 27 november: Patrick O'Flynn (EVDD, Verenigd Koninkrijk) verlaat zijn partij. Hij blijft als onafhankelijke lid van de fractie van EVDD.
- 28 november: William Legge (EVDD, Verenigd Koninkrijk) verlaat zijn partij. Hij blijft als onafhankelijke lid van de fractie van EVDD.
- 5 december: Nigel Farage (EVDD, Verenigd Koninkrijk) verlaat zijn partij. Hij blijft als onafhankelijke lid van de fractie van EVDD.
- 6 december: Tim Aker (EVDD, Verenigd Koninkrijk) verlaat zijn partij. Hij blijft als onafhankelijke lid van de fractie van EVDD.
- 7 december: Nathan Gill (EVDD, Verenigd Koninkrijk) verlaat zijn partij. Hij blijft als onafhankelijke lid van de fractie van EVDD.
- 8 december: Julia Reid (EVDD, Verenigd Koninkrijk) verlaat haar partij. Zij blijft als onafhankelijke lid van de fractie van EVDD.
- 8 december: Gerard Batten (EVDD, Verenigd Koninkrijk) verlaat de fractie en voegt zich bij de groep niet-fractiegebonden leden. Op 16 januari 2019 treedt hij toe tot de fractie van ENV.
- 9 december: Paul Nuttall (EVDD, Verenigd Koninkrijk) verlaat zijn partij. Hij blijft als onafhankelijke lid van de fractie van EVDD.
- 10 december: Jonathan Bullock (EVDD, Verenigd Koninkrijk) verlaat zijn partij. Hij blijft als onafhankelijke lid van de fractie van EVDD.
- 12 december: Stefano Maullu (EVP, Italië) verlaat de fractie en treedt toe tot de fractie van ECH.
- 13 december: Diane James (niet-fractiegebonden, Verenigd Koninkrijk) treedt toe tot de fractie van EVDD (zie ook 20 november 2016).

### 2019
- 6 januari: Jakob von Weizsäcker (S&D, Duitsland) verlaat het parlement vanwege zijn benoeming als Hoofdeconoom bij het Duitse ministerie van Financiën. Hij is op 10 januari opgevolgd door Babette Winter.
- 7 januari: Marco Valli (EVDD, Italië) verlaat zijn partij. Hij blijft als onafhankelijke lid van de fractie van EVDD.
- 8 januari: Giulia Moi (EVDD, Italië) verlaat haar partij. Zij blijft als onafhankelijke lid van de fractie van EVDD.
- 9 januari: David Coburn (EVDD, Verenigd Koninkrijk) verlaat zijn partij. Hij blijft als onafhankelijke lid van de fractie van EVDD.
- 10 januari: James Carver (niet-fractiegebonden, Verenigd Koninkrijk) treedt toe tot de fractie van EVDD (zie ook 28 mei 2018).
- 16 januari: Innocenzo Leontini (EVP, Italië) verlaat de fractie en treedt toe tot de fractie van ECH.
- 16 januari: Stuart Agnew (EVDD, Verenigd Koninkrijk) verlaat de fractie en treedt toe tot de fractie van ENV.
- 16 januari: Jane Collins (EVDD, Verenigd Koninkrijk) verlaat de fractie en treedt toe tot de fractie van ENV (zie ook 17 april 2019).
- 17 januari: Mike Hookem (EVDD, Verenigd Koninkrijk) verlaat de fractie en voegt zich bij de groep niet-fractiegebonden leden.
- 22 januari: Krišjānis Kariņš (EVP, Letland) verlaat het parlement vanwege zijn benoeming tot minister-president van Letland. Hij is op 24 januari opgevolgd door Aleksejs Loskutovs.
- 31 januari: Catherine Stihler (S&D, Verenigd Koninkrijk) verlaat het parlement vanwege haar benoeming als CEO van een non-profitorganisatie.
- 27 maart: Jacek Saryusz-Wolski (niet-fractiegebonden, Polen) treedt toe tot de fractie van ECH (zie ook 23 maart 2017).
- 3 april: Ivari Padar (S&D, Estland) verlaat het parlement vanwege zijn verkiezing tot lid van het Estse parlement. Hij is op 4 april opgevolgd door Hannes Hanso.
- 15 april: Margot Parker en Jill Seymour (beiden EVDD, Verenigd Koninkrijk) verlaten hun partij. Zij blijven als onafhankelijke lid van de fractie van EVDD.
- 17 april: David Borrelli (niet-fractiegebonden, Italië) treedt toe tot de fractie van ALDE.
- 17 april: Elisabetta Gardini (EVP, Italië) verlaat de fractie en treedt toe tot de fractie van ECH.
- 17 april: Jane Collins (ENV, Verenigd Koninkrijk) verlaat haar partij en de fractie en treedt toe tot de fractie van EVDD (zie ook 16 januari 2019).
- 17 april: Ray Finch (EVDD, Verenigd Koninkrijk) verlaat zijn partij. Hij blijft als onafhankelijke lid van de fractie van EVDD.
- 18 april: Linda McAvan (S&D, Verenigd Koninkrijk) verlaat het parlement.
- 23 april: Georgios Epitideios (niet-fractiegebonden, Griekenland) verlaat zijn partij. Hij blijft als onafhankelijke aangesloten bij de groep van niet-fractiegebonden leden.
- 20 mei: Teresa Jiménez-Becerril Barrio (EVP, Spanje) verlaat het parlement. Zij is op 21 mei opgevolgd door Pablo Arias Echeverría.
- 20 mei: Sergio Gutiérrez Prieto (S&D, Spanje) verlaat het parlement.

1 (1979-1984) · 
2 (1984-1989) · 
3 (1989-1994) · 
4 (1994-1999) · 
5 (1999-2004) · 
6 (2004-2009) · 
7 (2009-2014) · 
8 (2014-2019) · 
9 (2019-2024) · 10 (2024-2029)